# Consistório (arquitetura)
Consistório, no vocabulário da arquitetura religiosa, trata-se de espaço construído para reuniões e assembleias, em geral anexo ao corpo principal do templo.